# Olof Magnus Sanderskiöld
Olof Magnus Sanderskiöld, född 9 november 1763, död 15 november 1827, var en svensk lagman.
Han blev kriminalnotarie i Göta hovrätt 1789 och var lagman i Blekingska lagsagan från 1794  till sin död 1827..